# Rendez-vous sous la pluie
Rendez-vous sous la pluie (あめのちはれ, Ame nochi hare) est un manga écrit par Bikke, et publié entre 2008 et 2014. Il s'agit d'un manga du genre shōjo, qui se situe dans un lycée japonais. C'est le seul manga de Bikke publié en France, chez Taifu Comics. 
L'œuvre comporte 8 tomes, de 4 ou 5 chapitres chacun.

## Scénario
Lors de leur première rentrée au lycée Amagai, cinq étudiants, Hazuki, Toma, Junta, Madoka et Yusuke se retrouvent piégés dans le bâtiment par une tempête printanière. Ils se rendent alors compte qu'ils ont été changés en jeunes filles.
Au fil du manga, les personnages comprennent que leurs transformations sont déclenchées par la pluie, et que le seul moyen d'y mettre fin est de cesser de réprimer leurs sentiments amoureux. On suit donc leurs péripéties durant une année scolaire japonaise, entre le lycée des garçons et celui des filles, où ils étudient durant les jours de pluie.